# Diocesi di Crema
La diocesi di Crema (in latino Dioecesis Cremensis) è una sede della Chiesa cattolica in Italia suffraganea dell'arcidiocesi di Milano appartenente alla regione ecclesiastica Lombardia. Nel 2023 contava 98.500 battezzati su 99.500 abitanti. È retta dal vescovo Daniele Gianotti.
Il patrono è san Pantaleone, medico e martire. La sua festa viene celebrata nella diocesi il 10 giugno.

## Territorio
I suoi confini coincidono con quelli del Cremasco, così come andarono delineandosi nei secoli XI-XII intorno al libero comune di Crema. Prima del sorgere di Crema, tuttavia, la zona venne evangelizzata nel IV-V secolo a partire dalla pieve di Palazzo Pignano.
Sede vescovile è la città di Crema, dove si trova la cattedrale di Santa Maria Assunta.
La diocesi è divisa in 6 zone pastorali e 63 parrocchie, a loro volta raggruppate in 12 unità pastorali. Tutto il suo territorio appartiene alla provincia di Cremona.

## Storia
La nascita della diocesi di Crema, l'ultima e la più piccola fra quelle lombarde ad essere istituita, è intimamente connessa con l'espansione dei Domini di Terraferma della Repubblica di Venezia. Iniziato infatti il 16 settembre 1449 il governo della Serenissima su Crema e il cremasco, già due anni dopo, nel 1451, si aprirono le trattative e incominciarono le pratiche per erigere in diocesi il territorio dell'antica Insula Fulcheria, su cui a quell'epoca esercitavano la propria giurisdizione ecclesiastica le diocesi di Cremona, di Lodi e di Piacenza. All'interno della stessa città di Crema c'erano parrocchie dipendenti da Piacenza o da Cremona. La buona volontà veneziana non valse tuttavia a mutare lo stato delle cose, né miglior fortuna ebbe l'interessamento favorevole di san Carlo Borromeo presso papa Pio IV un secolo dopo.
Non demordendo comunque i cremaschi dalle loro richieste, nel 1579 papa Gregorio XIII inviò a Crema il vescovo di Rimini e il visitatore apostolico non poté che constatare i gravi disagi di un territorio la cui giurisdizione spirituale era governata da tre differenti vescovi. Finalmente con la bolla Super universas di papa Gregorio XIII dell'11 aprile 1580 fu eretta la diocesi di Crema, dichiarata suffraganea dell'arcidiocesi di Milano, ricavandone il territorio dalle diocesi di Cremona, Lodi e Piacenza.
La situazione del territorio cremasco, dal punto di vista religioso nel 1580, poco prima dell'erezione della diocesi, era la seguente: all'interno delle mura cittadine la parrocchia di San Pietro, assieme alle sue chiese sussidiarie, situata nella zona nord, era sottoposta alla giurisdizione della diocesi di Cremona, mentre tutto il resto della città vale a dire le parrocchie di: San Benedetto, San Giacomo, Santissima Trinità, il Duomo e le loro rispettive chiese sussidiarie apparteneva alla diocesi di Piacenza.
La giurisdizione del vescovo di Cremona si estendeva anche su tutto il territorio che si trova a est, e in parte a nord e a sud, su entrambe le rive del fiume Serio, della città di Crema. Più precisamente erano le parrocchie di: Castel Gabbiano, Trezzolasco, Casale Cremasco, Vidolasco, Capralba, Farinate, Azzano, Sergnano, Ricengo, Camisano, Bottaiano, Pianengo, Offanengo, Campagnola Cremasca, Vairano Cremasco, Santa Maria dei Mosi, Santa Maria della Croce, San Bernardino Cremasco, Madignano, Izano, Salvirola, Ripalta Vecchia, Ripalta Nuova, Rovereto, Credera, Rubbiano, Moscazzano, Montodine, Ripalta Arpina, Ripalta Guerina.
A ovest, e in parte a nord e a sud della città invece si estendeva la giurisdizione del vescovo di Piacenza, e riguardava invece le parrocchie di: Bagnolo Cremasco, Vaiano Cremasco, Monte Cremasco, Cremosano, Ombriano, Sabbioni, San Michele Cremasco, San Bartolomeo ai Morti, Castelnuovo Cremasco, Ripalta Nuova (riguardava la non più esistente chiesa di San Lorenzo), Vergonzana, Capergnanica, Zappello, Bolzone, Chieve, Palazzo Pignano, Cascine Capri, Cascine Gandini, Scannabue, Torlino Vimercati, Trescore Cremasco, Quintano, Pieranica e Casaletto Vaprio.
Solo un estremo lembo di terra a sud-ovest era sotto la giurisdizione della diocesi di Lodi e riguardava le parrocchie di Casaletto Ceredano e Passarera.
La bolla pontificia ebbe esecuzione il 21 settembre 1580, giorno in cui il Capitolo della Collegiata di Santa Maria Maggiore (Duomo) di Crema, su richiesta della Santa Sede, elesse vicario generale capitolare l'arcidiacono Leonardo Vimercati a reggere la nuova diocesi in attesa della designazione del suo primo vescovo. Il medesimo Gregorio XIII il 21 novembre nominò a tale incarico il nobile veneziano Gerolamo Diedo, primicerio della cattedrale di Padova e, nel medesimo giorno, con il breve apostolico Ut res dant sese, dichiarò la diocesi immediatamente soggetta alla Santa Sede.
Il 10 dicembre 1582 Gregorio XIII elevò alla dignità metropolitana la sede di Bologna, sua patria, annettendovi come suffraganea anche la diocesi di Crema.
Il 5 febbraio 1835 papa Gregorio XVI con la bolla Romani Pontifices tornò a dichiarare la diocesi di Crema suffraganea dell'arcidiocesi di Milano.
Il 20 giugno 1992 papa Giovanni Paolo II compì la prima visita di un pontefice alla diocesi cremasca.
I confini della diocesi coincidono con l'antica provincia veneta di Crema. L'unica rilevante modifica nell'arco di 400 anni di storia avvenne il 13 maggio 2006, quando la parrocchia di Sant'Antonio Abate in Salvirola de' Vassalli fu ceduta dalla diocesi di Cremona a quella di Crema. La stessa parrocchia era già stata affidata alla cura pastorale della diocesi cremasca il 27 aprile 2001, a seguito di un accordo tra i vescovi di Cremona Giulio Nicolini e di Crema Angelo Paravisi.

## Cronotassi dei vescovi
Si omettono i periodi di sede vacante non superiori ai 2 anni o non storicamente accertati.
- Gerolamo Diedo † (21 novembre 1580 - 28 maggio 1584 dimesso)
- Gian Giacomo Diedo † (28 maggio 1584 - 6 giugno 1616 deceduto)
- Pietro Emo, C.R. † (6 giugno 1616 succeduto - 27 settembre 1629 deceduto)
- Marcantonio Bragadin † (3 dicembre 1629 - 12 gennaio 1633 nominato vescovo di Ceneda)
- Alberto Badoer † (21 febbraio 1633 - 28 settembre 1677 deceduto)
- Marcantonio Zollio † (18 luglio 1678 - 20 aprile 1702 deceduto)
- Faustino Giuseppe Griffoni † (25 settembre 1702 - 2 maggio 1730 deceduto)
- Lodovico Calini † (11 settembre 1730 - 27 gennaio 1751 dimesso[11])
- Marcantonio Lombardi † (15 marzo 1751 - 16 gennaio 1782 deceduto)
- Antonio Maria Gardini, O.S.B. † (23 settembre 1782 - 8 settembre 1800 deceduto)
  - Sede vacante (1800-1807)
- Tommaso Ronna † (18 settembre 1807 - 23 aprile 1828 deceduto)
  - Sede vacante (1828-1835)
- Giuseppe Sanguettola † (6 aprile 1835 - 10 febbraio 1854 deceduto)
  - Sede vacante (1854-1857)
- Pietro Maria Ferrè † (19 marzo 1857 - 20 giugno 1859 nominato vescovo di Pavia)
  - Sede vacante (1859-1871)
  - Pietro Maria Ferrè † (20 giugno 1859 - 27 marzo 1867 nominato vescovo di Casale Monferrato) (amministratore apostolico)
  - Carlo Macchi † (20 giugno 1859 - 27 marzo 1867 nominato vescovo di Reggio Emilia) (vescovo eletto)
- Francesco Sabbia † (27 ottobre 1871 - 17 giugno 1893 deceduto)
- Ernesto Fontana † (18 maggio 1894 - 4 novembre 1910 deceduto)
- Bernardo Pizzorno † (14 gennaio 1911 - 6 dicembre 1915 dimesso[12])
- Carlo Dalmazio Minoretti † (6 dicembre 1915 - 16 gennaio 1925 nominato arcivescovo di Genova)
- Giacomo Montanelli † (14 dicembre 1925 - 23 novembre 1928 nominato arcivescovo coadiutore di Vercelli[13])
- Marcello Mimmi † (30 giugno 1930 - 31 luglio 1933 nominato arcivescovo di Bari)
- Francesco Maria Franco † (18 settembre 1933 - 10 luglio 1950 dimesso[14])
- Giuseppe Piazzi † (8 agosto 1950 - 1º ottobre 1953 nominato vescovo di Bergamo)
- Placido Maria Cambiaghi, B. † (15 novembre 1953 - 28 febbraio 1963 nominato vescovo di Novara)
- Franco Costa † (17 aprile 1963 - 18 dicembre 1963 dimesso[15])
- Carlo Manziana, C.O. † (19 dicembre 1963 - 26 settembre 1981 ritirato)
- Libero Tresoldi † (10 dicembre 1981 - 11 luglio 1996 ritirato)
- Angelo Paravisi † (11 luglio 1996 - 2 settembre 2004 deceduto)
- Oscar Cantoni (25 gennaio 2005 - 4 ottobre 2016 nominato vescovo di Como)
- Daniele Gianotti, dall'11 gennaio 2017

## Vescovi originari della diocesi (viventi)
- Carlo Ghidelli, arcivescovo emerito di Lanciano-Ortona
- Rosolino Bianchetti Boffelli, vescovo emerito di Quiché
- Francesco Manenti, vescovo di Senigallia[16]

## Istituti religiosi presenti in diocesi

### Istituti religiosi maschili
- Ordine dei frati minori cappuccini presso la parrocchia dei Sabbioni;
- Missionari dello Spirito Santo presso la parrocchia di Santa Maria della Croce;

### Istituti religiosi femminili
- Suore del Buon Pastore;
- Figlie della Carità canossiane;
- Suore adoratrici di Rivolta d'Adda;
- Suore della Santissima Trinità presso la parrocchia di Bagnolo Cremasco;
- Missionarie del Sacro Cuore di Gesù presso il santuario della Beata Vergine della Pallavicina a Izano;
- Figlie di Maria Santissima dell'Orto presso la parrocchia di Cremosano;
- Comunità di carmelitane scalze presso la parrocchia di Bolzone.

### Istituti secolari
- Figlie di Sant'Angela Merici;
- Istituto Secolare Figlie della Regina degli Apostoli;
- Missionari della regalità di Cristo.

## Statistiche
La diocesi nel 2023 su una popolazione di 99.500 persone contava 98.500 battezzati, corrispondenti al 99,0% del totale.
| anno | popolazione | popolazione | popolazione | presbiteri | presbiteri | presbiteri | presbiteri                | diaconi | religiosi | religiosi | parrocchie |
| anno | battezzati  | totale      | %           | numero     | secolari   | regolari   | battezzati per presbitero | diaconi | uomini    | donne     | parrocchie |
| ---- | ----------- | ----------- | ----------- | ---------- | ---------- | ---------- | ------------------------- | ------- | --------- | --------- | ---------- |
| 1950 | 72.429      | 72.434      | 100,0       | 151        | 133        | 18         | 479                       |         | 49        | 747       | 59         |
| 1970 | 72.687      | 72.700      | 100,0       | 159        | 148        | 11         | 457                       |         | 13        | 495       | 60         |
| 1980 | 80.615      | 80.663      | 99,9        | 147        | 144        | 3          | 548                       |         | 4         | 237       | 61         |
| 1990 | 83.508      | 83.591      | 99,9        | 135        | 131        | 4          | 618                       |         | 5         | 206       | 62         |
| 1999 | 91.680      | 92.005      | 99,6        | 120        | 116        | 4          | 764                       |         | 4         | 126       | 62         |
| 2000 | 92.265      | 92.664      | 99,6        | 116        | 112        | 4          | 795                       |         | 4         | 106       | 62         |
| 2001 | 89.540      | 89.990      | 99,5        | 116        | 112        | 4          | 771                       |         | 4         | 126       | 62         |
| 2002 | 81.947      | 90.000      | 91,1        | 115        | 111        | 4          | 712                       |         | 4         | 126       | 62         |
| 2003 | 89.100      | 92.000      | 96,8        | 116        | 112        | 4          | 768                       |         | 4         | 115       | 62         |
| 2004 | 91.512      | 92.493      | 98,9        | 113        | 109        | 4          | 809                       |         | 8         | 114       | 62         |
| 2006 | 96.910      | 97.200      | 99,7        | 112        | 108        | 4          | 865                       |         | 4         | 95        | 62         |
| 2013 | 102.000     | 103.297     | 98,7        | 102        | 92         | 10         | 1.000                     |         | 10        | 48        | 63         |
| 2016 | 102.000     | 103.650     | 98,4        | 88         | 81         | 7          | 1.159                     |         | 8         | 37        | 63         |
| 2019 | 99.710      | 103.100     | 96,7        | 79         | 71         | 8          | 1.262                     |         | 9         | 27        | 63         |
| 2021 | 98.500      | 99.800      | 98,7        | 79         | 72         | 7          | 1.246                     | 2       | 8         | 22        | 63         |
| 2023 | 98.500      | 99.500      | 99,0        | 72         | 66         | 6          | 1.368                     | 3       | 8         | 30        | 63         |